# Velušovce
Velušovce (Hongaars: Velős) is een Slowaakse gemeente in de regio Nitra, en maakt deel uit van het district Topoľčany.
Velušovce telt 523 inwoners.